# 台西基督教會
臺西基督教會是一座位在臺灣雲林縣臺西鄉的基督教教堂，由曾宗國創辦，此教堂是臺西地區基督教的信仰中心。原教堂為六輕之廢鐵拼湊而成的小工寮，新建的具地中海風格之教堂於2011年落成。
2008年台西教會曾創立「雲林縣迦南地弱勢輔助協會」。

## 建築歷程
由於所屬基督教會礙於經費有限，所以原本只是一間破舊工寮，由牧師丁志明決定易地重建，改建為一間具有地中海風情的教堂，建築多由丁志明牧師夫婦親自動手，或者在網路號召熱心的志工協助粉刷牆壁，將白色的牆壁配上海洋藍，重建成一座具有地中海風的教堂。

## 外部連結
- 台西基督教會傳道士丁志明 接受正聲廣播電台訪問
- 台西隨走隨拍- 從台西國中, 基督教會, 台西鎮海宮, 慈海宮, 一直到國際彩繪村的海邊 （页面存档备份，存于）
- 雲林台西基督教會　課輔陪伴學童 （页面存档备份，存于）
- 台西教會歡慶耶誕 弱勢兒童快樂過節 （页面存档备份，存于）